# Campeonato Brasileiro Série A 2020
In 2020 werd de 64ste editie van de Campeonato Brasileiro Série A gespeeld, de hoogste voetbalklasse van Brazilië. De competitie werd gespeeld van 8 augustus 2020 tot 25 februari 2021. Door de coronacrisis in Brazilië ging de competitie drie maanden later van start dan gepland. Flamengo volgde zichzelf op als kampioen. De club kwam pas de voorlaatste speeldag aan de leiding en hoewel ze de laatste speeldag de boot ingingen tegen São Paulo, kon Internacional zelf ook niet winnen tegen Corinthians.  

## Stadions en locaties
| Club                 | Stad              | Stadion                          | Capaciteit    |
| -------------------- | ----------------- | -------------------------------- | ------------- |
| Athletico Paranaense | Curitiba          | Arena da Baixada                 | 42.370        |
| Atlético Goianiense  | Goiânia           | Estádio Antônio Accioly Olímpico | 10.501 13.500 |
| Atlético Mineiro     | Belo Horizonte    | Mineirão                         | 61.846        |
| Bahia                | Salvador          | Arena Fonte Nova Pituaçu         | 50.025 32.157 |
| Botafogo             | Rio de Janeiro    | Nílton Santos                    | 44.661        |
| Ceará                | Fortaleza         | Arena Castelão                   | 52.552        |
| Corinthians          | São Paulo         | Neo Química Arena                | 47.605        |
| Coritiba             | Curitiba          | Couto Pereira                    | 40.502        |
| Flamengo             | Rio de Janeiro    | Maracanã                         | 78.838        |
| Fluminense           | Rio de Janeiro    | Maracanã                         | 78.838        |
| Fortaleza            | Fortaleza         | Arena Castelão                   | 52.552        |
| Goiás                | Goiânia           | Estádio da Serrinha              | 9.900         |
| Grêmio               | Porto Alegre      | Arena do Grêmio                  | 55.662        |
| Internacional        | Porto Alegre      | Beira-Rio                        | 50.128        |
| Palmeiras            | São Paulo         | Allianz Parque                   | 43.173        |
| Red Bull Bragantino  | Bragança Paulista | Estádio Nabi Abi Chedid          | 15.010        |
| Santos               | Santos            | Vila Belmiro                     | 16.068        |
| São Paulo            | São Paulo         | Morumbi                          | 72.039        |
| Sport do Recife      | Recife            | Ilha do Retiro                   | 32.983        |
| Vasco da Gama        | Rio de Janeiro    | Estádio São Januário             | 21.680        |

## Eindstand
| Plaats | Club                 | Wed. | W  | G  | V  | Saldo | Ptn. |
| ------ | -------------------- | ---- | -- | -- | -- | ----- | ---- |
| 1.     | Flamengo             | 38   | 21 | 8  | 9  | 68:48 | 71   |
| 2.     | Internacional        | 38   | 20 | 10 | 8  | 61:35 | 70   |
| 3.     | Atlético Mineiro     | 38   | 20 | 8  | 10 | 64:45 | 68   |
| 4.     | São Paulo            | 38   | 18 | 12 | 8  | 59:41 | 66   |
| 5.     | Fluminense           | 38   | 18 | 10 | 10 | 55:42 | 64   |
| 6.     | Grêmio               | 38   | 14 | 17 | 7  | 53:40 | 59   |
| 7.     | Palmeiras            | 38   | 15 | 13 | 10 | 51:37 | 58   |
| 8.     | Santos               | 38   | 14 | 12 | 12 | 52:51 | 54   |
| 9.     | Athletico Paranaense | 38   | 15 | 8  | 15 | 38:36 | 53   |
| 10.    | Red Bull Bragantino  | 38   | 13 | 14 | 11 | 50:40 | 53   |
| 11.    | Ceará                | 38   | 14 | 10 | 14 | 54:51 | 52   |
| 12.    | Corinthians          | 38   | 13 | 12 | 13 | 45:45 | 51   |
| 13.    | Atlético Goianiense  | 38   | 12 | 14 | 12 | 40:45 | 50   |
| 14.    | Bahia                | 38   | 12 | 8  | 18 | 48:59 | 44   |
| 15.    | Sport                | 38   | 12 | 6  | 20 | 31:50 | 42   |
| 16.    | Fortaleza            | 38   | 10 | 11 | 17 | 34:44 | 41   |
| 17.    | Vasco da Gama        | 38   | 10 | 11 | 17 | 37:56 | 41   |
| 18.    | Goiás                | 38   | 9  | 10 | 19 | 41:63 | 37   |
| 19.    | Coritiba             | 38   | 7  | 10 | 21 | 31:54 | 31   |
| 20.    | Botafogo             | 38   | 5  | 12 | 21 | 32:62 | 27   |

|  | Landskampioen en gekwalificeerd voor groepsfase Copa Libertadores 2021 |
|  | Gekwalificeerd voor groepsfase Copa Libertadores 2021                  |
|  | Gekwalificeerd voor tweede fase Copa Libertadores 2021                 |
|  | Gekwalificeerd voor groepsfase Copa Sudamericana 2021                  |
|  | Degradatie naar Série B                                                |

### Kampioen
| Campeonato Brasileiro Série A 2020 |
| Rio de Janeiro                     |
| ---------------------------------- |
| FLAMENGO Kampioen (7° titel)       |

## Topschutters
| Speler              | Speler          | Goals | Club                |
| ------------------- | --------------- | ----- | ------------------- |
| Vlag van Brazilië   | Claudinho       | 18    | Red Bull Bragantino |
| Vlag van Brazilië   | Luciano         | 18    | São Paulo           |
| Vlag van Brazilië   | Marinho         | 17    | Santos              |
| Vlag van Brazilië   | Thiago Galhardo | 17    | Internacional       |
| Vlag van Argentinië | Germán Cano     | 14    | Flamengo            |
| Vlag van Brazilië   | Gabriel         | 14    | Vasco da Gama       |
| Vlag van Brazilië   | Diego Souza     | 13    | Grêmio              |
| Vlag van Brazilië   | Pedro           | 13    | Flamengo            |
| Vlag van Brazilië   | Vinícius        | 13    | Ceará               |